# Jean-René Cruchet
Jean-René Cruchet (n. 21 martie 1875, Bordeaux, Franța – d. 14 aprilie 1959, Bordeaux, Franța) a fost un patolog francez născut la Bordeaux.
În 1902 și-a obținut doctoratul la Bordeaux și ulterior a devenit chef de clinique médicale. În 1907 și-a primit abilitarea și a devenit médecin des hôpitaux. A devenit profesor de patologie generală în 1920, iar în 1926 a ajuns la catedra de pediatrie la Bordeaux.
Cruchet este amintit pentru cercetările sale despre torticolisul spasmodic (distonie cervicală). În 1907 a publicat Traité des torticolis spasmodiques, o monografie influentă în care a documentat 357 de cazuri de torticolis. De asemenea, el a efectuat investigații cu privire la tulburările tic și studii asupra răului de mișcare resimțit de aviatori.
În iarna 1915–16 a fost primul medic care a dat un raport despre encefalita letargică (boala Economo). El a observat mai întâi prezența bolii la soldații francezi la Verdun.

## Scrieri
- Étude critique sur le tic convulsif et son traitement gymnastique (Studiu critic asupra ticurilor convulsive și tratamentul acestora), 1901–02
- Traité des torticolis spasmodiques (Tratat de torticolis spasmodic), 1907
- Le mal des aviateurs (Boala aviatorului) 1919 cu R. Moulinier în Les actualités médicales; tradus ulterior în engleză.
- Méningites chroniques et idiotie (Meningită cronică și idiotism) In Nouveau traité de médecine et de thérapeutique de Augustin Nicolas Gilbert (1858–1927) și Paul Carnot (1869–1957)
- L’encéphalite épidémique (Encefalita epidemică), 1928.